# Audiencia de Valencia (borbónica)
La Audiencia de Valencia bajo la monarquía absoluta borbónica fue una institución gubernativa y judicial creada por Felipe V de España, cuya jurisdicción abarcaba el territorio del antiguo Reino de Valencia. Fue creada por un decreto promulgado en 1716, poco después de la victoria borbónica en la Guerra de Sucesión Española, y vino a sustituir a la Chancillería de Valencia instituida por Felipe V de España nueve años antes en el Decreto de Nueva Planta y que a su vez había suplantado a la histórica Audiencia de Valencia, creada en 1506 por el rey Fernando II el Católico, y que había sido suprimida por ese decreto. La nueva Audiencia de Valencia borbónica estaba presidida por el capitán general, máxima autoridad civil y militar de la provincia, que cuando trataba conjuntamente con el capitán general asuntos de gobierno —no judiciales— constituía el Real Acuerdo, el organismo colegiado que representaba al soberano. 

## Historia
El Decreto de Nueva Planta estableció la creación en Valencia de una Chancillería, que debía ocuparse del gobierno del reino —sirviendo así de contrapeso a la máxima autoridad civil y militar representada por el Capitán General— y ser al mismo tiempo el más alto tribunal de justicia del antiguo Reino de Valencia. Esta Chancillería inicial estaba integrada por 8 oidores o jueces civiles, 4 alcaldes del crimen o jueces de la sala de lo criminal y 2 fiscales (uno civil y otro criminal). De ellos sólo seis habían sido magistrados de la extinguida Audiencia de Valencia.
Pero enseguida se planteó un conflicto de competencias entre el capitán general y la Chancillería, "derivados en muchos casos, de la distinta concepción del modelo institucional que se quería para Valencia... Mientras que el Capitán General consideraba como prioritario el mantenimiento de orden público mediante métodos coercitivos aplicados por militares, la Chancillería propugnaba un mayor protagonismo de los letrados en la administración valenciana que, a su criterio debía ir progresivamente abandonando el tono excesivamente militarista que poseía y adquirir contenidos más civilistas". El conflicto lo resolvió Felipe V en julio de 1716 al aplicar a Valencia la misma estructura que acababa de aprobar en el Decreto de Nueva Planta de Cataluña: rebajar la Chancillería a Audiencia y ponerla bajo la presidencia del Capitán General, "con lo que la subordinación del máximo tribunal se reconocía orgánicamente, al igual que sucedía en los restantes territorios de la antigua corona aragonesa". Así cuando la Audiencia presidida por el virrey trataba asuntos de gobierno constituía el Real Acuerdo que era, por consiguiente, "el núcleo de poder en la Valencia borbónica, en el que la autoridad militar tenía preponderancia sobre la autoridad civil en el organismo colegiado que representaba al soberano", por lo que el capitán general debía ejercer teóricamente el gobierno conjuntamente y de acuerdo con la Audiencia, de la que era presidente.
Así la función de la nueva Real Audiencia borbónica de Valencia era doble pues debía atender el gobierno de la "provincia" —formando entonces el Real Acuerdo junto con el capitán general, que lo presidía— e impartir justicia como su más alto tribunal —sin la participación del capitán general—, siendo en este caso el regente su primer magistrado. Las relaciones entre el virrey y los miembros de la Audiencia no fueron fáciles y las fricciones eran frecuentes.
La Audiencia tuvo los mismos integrantes que la Chancillería: oidores o jueces civiles, alcaldes del crimen o jueces de la sala de lo criminal, y los dos fiscales. Contaba con una numerosa burocracia (escribanos de cámara, relatores, etc.) entre los que destacaban el alguacil mayor y el teniente de chanciller mayor.
La monarquía borbónica se aseguró de que en la nueva Audiencia hubiera siempre una mayoría de magistrados castellanos y que el cargo más importante de la misma, el de regente, fuera siempre ocupado por un castellano por lo que "de la Audiencia quedaron excluidos los más famosos juristas valencianos, como Gregorio Mayans o José Berní i Catalá". Este predominio castellano también se explica por el hecho de que la Nueva Planta en Valencia, a diferencia de lo sucedido en Aragón (desde 1711), Cataluña y Mallorca, derogó también el derecho civil valenciano, que fue sustituido por el castellano.